# Szufat
Szufat (arab. شعفاط; hebr. שועפאט) – osiedle mieszkaniowe w Jerozolimie w Izraelu, znajdujące się na terenie Wschodniej Jerozolimy.

## Położenie
Osiedle leży przy starej drodze z Jerozolimy do Ramallah, w odległości około 3 kilometrów na północ od Starego Miasta. Na północy znajduje się osiedle Pisgat Ze’ew i palestyńska wioska Bejt Hanina, na wschodzie jest obóz uchodźców Szufat, na południu osiedle Wzgórze Francuskie, a na zachodzie osiedle Ramat Szelomo.

## Historia
Badania archeologiczne wskazują, że w miejscu tym istniała żydowska osada pochodząca z okresu panowania rzymskiego.
W 1596 istniała tutaj niewielka wioska arabska. Po I wojnie izraelsko-arabskiej w 1948 osiedle znalazło się na terenach okupowanych przez Transjordanię. W 1964 pracownicy UNRWA utworzyli przy osiedlu obóz dla uchodźców palestyńskich Szufat. Podczas wojny sześciodniowej w 1967 osiedle zajęły wojska izraelskie.